# Studánka svatého Vojtěcha
Studánka sv. Vojtěcha se nachází v lesích u Lázní svaté Kateřiny, asi 300 metrů od studánky sv. Markéty, směrem na Počátky.
Stejně jako v případě studánek sv. Markéty a sv. Kateřiny se i nad studánkou sv. Vojtěcha nachází kaple. Na rozdíl od dvojice zbývajících studánek mezi Počátkami a Lázněmi svaté Kateřiny však nevíme kdo, kdy a proč ji nechal postavit. Pravděpodobné je, že tentokrát jím nebyl Kryštof z Leskovce. Také voda ze zdejší studánka byla léčivá, ovšem dnes je svedená do obecního vodovodu a část i do prameníku, který se nachází při cestě ke studánce sv. Markéty. V roce 2006 prošla kaplička rekonstrukcí. Ve stejné době byla studánka začleněna do trasy naučné stezky K pramenům Počátek.

## Další studánky v okolí Počátek
- Pramen řeky Jihlavy
- Studánka svaté Kateřiny
- Studánka svaté Ludmily
- Studánka svaté Markéty